# Rhyticarpus swellendamensis
Rhyticarpus swellendamensis là một loài thực vật có hoa trong họ Hoa tán. Loài này được Briq. miêu tả khoa học đầu tiên.